# Алашехір

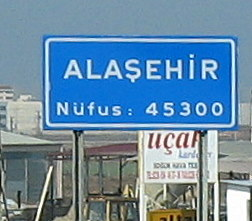

Алашехі́р (тур. Alaşehir) — місто та район у Західній Туреччині. Розташований на схід Ізміра на 105 км, з'єднаний з ним залізницею. Розташований в ілі Маніса. Населення на 2000 рік становило 39 590 мешканців.
Алашехір знаходиться у долині річки Кузу (Когамус в античності) біля підніжжя гір Боздаг (Тмолус в античності). В одному з мінеральних джерел — популярна в Туреччині вода. За межами Туреччини відомий сушеним виноградом сорту Султана.
Місто аж до турецького завоювання носило назву Філадельфія.

## Історія
Заснований царем Пергама Євменом II — він назвав місто на знак любові до свого брата, який став його наступником — Атталу (159–138 до н. е.). Аттал II своєю лояльністю заробив прізвисько «Philadelphos», буквально означає «єдиний, хто любить свого брата». Не мав спадкоємця Аттал III Філометр, останній з правителів-Атталідів Пергамського царства, заповів своє царство своїм римським союзникам, коли помер у 133 р. до н. е. У 129 р. до н. е. Рим заснував провінцію Азія, об'єднавши провінцію Іонія і колишнє Пергамський царство.
З 133 до н. е.. місто належить Римській імперії, а після падіння Риму його спадкоємиці — Візантії. У другій половині XIV століття Філадельфія — незалежне грецьке місто-держава. Узятий військами Баязида II і Мануїла II Палеолога у 1390 після довгого опору, у той час як інші міста Азії капітулювали. Після цього перейменовано в Алашехир.
Через 12 років місто було захоплене Тимуром, який побудував стіну з трупів своїх бранців. Фрагмент зображення цьієї споруди знаходиться у бібліотеці Кафедрального собору у Лінкольні (Англія). Потім 1402 місто було знову захоплене султаном Мурадом II.
Філадельфія була останньою Візантійської твердинею у внутрішній Малій Азії. Греки, що жили тут, втекли з міста протягом першої світової війни і створили у Греції Нову Філадельфію.
Під час другої греко-турецької війни місто окуповане військами Греції з 1919 по 1922.
Збереглися залишки візантійської церкви.